# Claudius James Rich

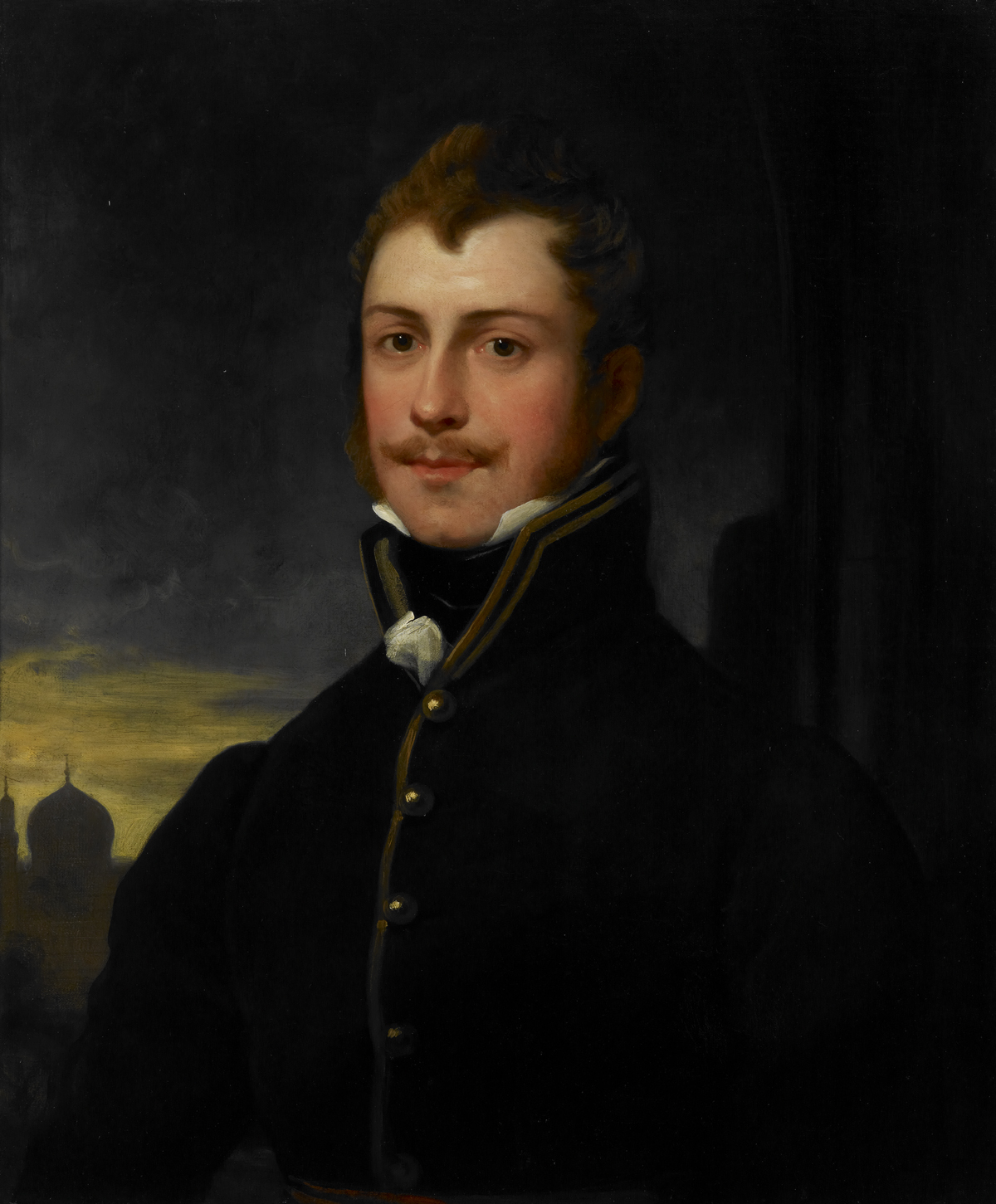
Claudius James Rich (1787–1821)

Claudius James Rich (* 28. März 1787 in Dijon (Burgund) in Frankreich; † 5. Oktober 1821 in Schiras (Persien)) war einer der ersten Europäer, die ernsthafte archäologische Forschungen in Mesopotamien unternahmen. Er war Resident (entspricht in etwa einem Konsul) der East India Company in Bagdad sowie Reisender, Linguist und Antikensammler.

## Kindheit und Ausbildung
Claudius James Rich wurde am 28. März 1786 in Dijon als uneheliches Kind geboren. Sein Vater war Colonel Charles Coburn († 1809), über seine Mutter ist nichts bekannt. Er nahm den Namen seiner Großmutter, Martha Rich, an und wurde von einer Tante in Bristol (England) aufgezogen. wo er auch seine Schulausbildung erhielt. Rich war außerordentlich sprachbegabt. Mit neun Jahren lernte er bereits von einem Verwandten Latein und Griechisch. Als er per Zufall arabische Schriftzeichen sah, wollte er diese Sprache unbedingt lernen. Mr. Fox aus Bristol half ihm mit Grammatik und Wörterbuch, so dass er diese Sprache bald schreiben und lesen und sogar ziemlich flüssig sprechen konnte. Als er 15 war, hatte er bereits gute Kenntnisse in Hebräisch, Syrisch, Persisch und Türkisch.

Hauptquartier der East India Company in London, Leadenhall Street, 1829

Im Alter von 16 Jahren begann er seinen Dienst als Kadett bei der East India Company, die damals die einzige Möglichkeit für einen jungen Mann bot, in ein fernes Land zu gelangen. Der Freund, der ihm diesen Platz gesichert hatte, bedauerte, dass er nicht mehr für ihn tun könne, doch Rich erwiderte „Lass mich man erst in Indien sein, für den Rest sorge ich selbst“.
Während seiner Ausbildung im India House, Leadenhall Street, in London lernte Rich den dortigen Bibliothekar, Charles Wilkins, kennen, einen bekannten Sanskrit-Forscher und Kenner der orientalischen Sprachen. Dieser entdeckte das „sprachliche Wunder“ in dem Jugendlichen und überzeugte die Direktoren der Company, Richs militärische Laufbahn in eine zivile (schriftkundige -writership) umzuwandeln. Da in Bombay derzeit keine Stelle frei war, wurde er zum Sekretär von Charles Lock ernannt, der soeben zum Generalkonsul über den Mittelmeerraum mit Sitz in Kairo ernannt worden war.

## Auf dem Weg in den Osten
Am 8. Februar 1804 ging Rich an Bord der „Hindustan“, die mit Gütern nach Gibraltar und für Nelsons Flotte beladen war. Vor der Nordküste Spaniens fing das Schiff Feuer und die Mannschaft musste das Schiff in der Bucht von Rosas an Land bringen. Die Besatzung wurde von einer Fregatte aufgenommen. Aber Rich, der ein Zivilangestellter war, wurde dort gelassen, bis ein englischer Kaufmann aus Bristol ihn nach Barcelona holte.
Von dort reiste er auf langsamen Küstenbooten nach Italien, wo er drei Monate verbrachte, hauptsächlich in Neapel. In dieser Zeit freundete er sich mit der Musik an und lernte auch etwas Italienisch.
Als er Malta erreicht hatte, erfuhr Rich, dass sein zukünftiger Chef kürzlich hier verstorben war. Mr. Lock hatte sich auf der Rückreise von Konstantinopel ein Fieber zugezogen. Dadurch waren Richs Pläne hinfällig geworden und die Direktoren schlugen ihm vor, nach Konstantinopel zu reisen, um dort seine Kenntnisse in Türkisch und Arabisch zu vervollkommnen. Nach einigen Wochen in der Hauptstadt ging er jedoch nach Smyrna (heute Izmir), wo er Vorlesungen besuchte und sich unter die türkischen Studenten mischte. Es heißt, dass er 1805 als „Geheimagent“ eingesetzt wurde und Aleppo und Antiochia besuchte. Auch weiter nördlich bis Bolu, Amasya und Tokat reiste er in dieser Zeit.
Schließlich wurde das Generalkonsulat in Kairo mit Colonel Missett neu besetzt und Rich wurde dessen Assistent. Hier arbeitete er hart an seinem Arabisch, schloss aber auch Freundschaft mit einigen Mamelucken, die in Kairo sehr mächtig waren. Von ihnen lernte er auch ihre Reitertricks und den Umgang mit Lanze und Krummsäbel, ebenso wie das richtige Tragen ihrer Kleidung.
Als er Ende 1806 den Befehl erhielt, nach Bombay zu reisen, wählte er den Weg über Damaskus, Aleppo, Mosul, Bagdad nach Basra, wobei er sich in Mamelucken-Tracht kleidete für die lange Reise. Er hatte seine Rolle so gut einstudiert, dass er überall im osmanischen Reich mit Hochachtung empfangen wurde.
Im September 1807 kam er mit dem Schiff in Bombay an. Hier wohnte er im Haus von Sir James Mackintosh (1765–1834). Dieser war bereits von Robert Hall während Richs Ausbildung in London über dessen Fähigkeiten unterrichtet und ihm ans Herz gelegt worden. So wurde er warmherzig empfangen und obwohl Rich weder Vermögen noch eine Anstellung hatte, gab ihm Mackintosh seine älteste Tochter Mary zur Frau.

## Resident der East India Company in Bagdad

Marktplatz in Bagdad, Mitte 19. Jh.

Im Januar 1808 wurde Rich zum Resident (entspricht in etwa einem Konsul) der East India Company in Bagdad ernannt. Am 22. Mai trat er dort seinen Posten an. Obwohl er für diese besondere Stellung keine Vorbereitung erfahren hatte, so brachte er doch genügend Erfahrungen von seinen Reisen mit. Die Aufgaben eines Konsuls waren damals, gute Handelsbeziehungen mit dem Osmanischen Reich zu unterhalten, sowie Reisende und englische Kaufleute zu beherbergen, die Mesopotamien besuchten. Mit großem Erfolg baute er die Residenz um, führte ein großes Haus mit vielen Dienstboten und Wachen, um die osmanischen Paschas zu beeindrucken. Er nutzte seine Bewegungsfreiheit und seine Freizeit, um historische Stätten zu besuchen. Am Anfang war Mr. Hine, der Arzt in der Residenzschaft, neben seiner Frau seine einzige Gesellschaft.
Zu Beginn seiner Amtszeit in Bagdad schien er sehr an der Stadt und ihrer unmittelbaren Umgebung interessiert und er begann mit einer Materialsammlung über die Geschichte ihrer Paschas.

## Die Ruinen von Babylon

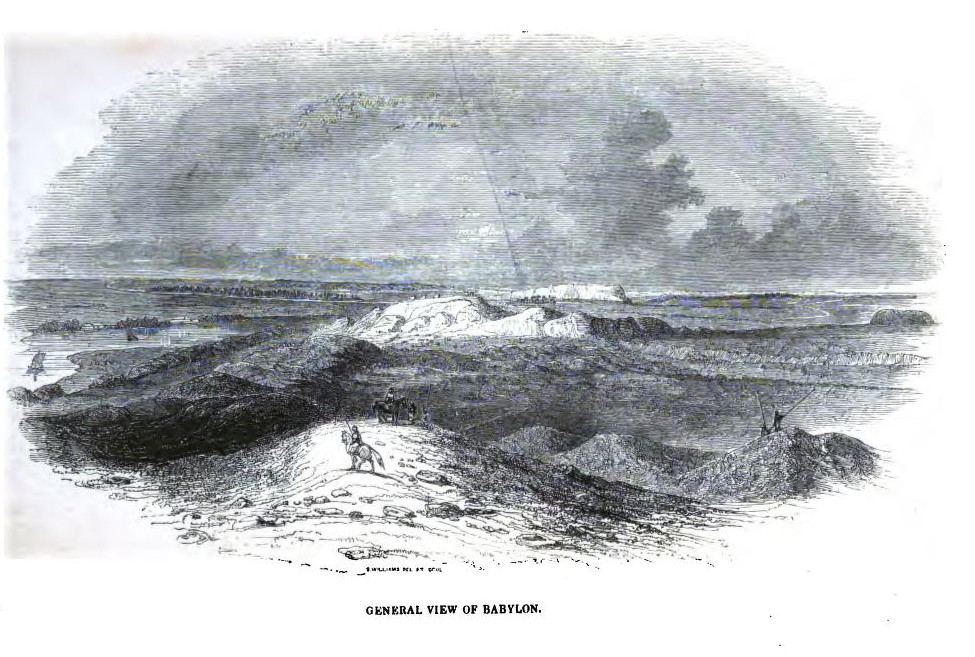
Ansicht der Ruinenberge von Babylon – Zeichnung Claudius James Rich 1811

Richs Plan von Babylon – Zeichnung Rich 1812

Als er am 10. Dezember 1811 die Ruinen des alten Babylons besuchte, erwachte in ihm eine neue Leidenschaft zum Altertum, in die er all seine Energie stecken würde.
Im Jahr 1812 führte er Vermessungen und Grabungen in Babylon und Umgebung durch, die er zwei Jahre später in Form einer topografischen Studie in den „Fundgruben“ publizierte, einer Zeitschrift, die sein persönlicher Freund Joseph von Hammer-Purgstall in Wien herausgab. Nach einem Disput mit Major Rennell einigten sie sich auf die Lage der Ruinen von Babylon am Ostufer des Euphrats und Rich nahm seine Anregungen in „A Second Narrative“ auf. Die Abmessungen des Ruinenhügels werden von Rich wie folgt angegeben:
- Northern face 200 yards Länge
- Southern 219 yards
- Eastern 182 yards
- Western 136 yards
- Erhebung am Nord-Ost Winkel 141 feet

Rich entdeckte einige kleinere Objekte aus Sarkophagen in der Nähe des „Mujelibé“ (Palast) und grub den „Löwen von Babylon“ aus, den Austen Henry Layard 40 Jahre später wiederfinden sollte. Auch trieb er einen Schacht in den Hügel von Tell Ibrahim Khalil und sammelte Lehmziegel mit Inschriften.
Sein erstes Buch „Narrative of a Journey to the Site of Babylon“, das 1818 in England erschien, erregte Aufsehen und war der Auslöser für mehr als ein Jahrhundert Ausgrabungen in dieser Region.
Obwohl er sich nur 10 Tage in Babylon aufhielt, lieferte er zahlreiche Funde, die die Wissenschaft lange Zeit beschäftigen sollten.

## Reise nach Europa und Einstellung von Bellino
Da Rich nun des Öfteren krank wurde, beschlossen er und seine Frau, dass er sich in Konstantinopel erholen und behandeln lassen müsse. 1813 reisten sie dorthin und wohnten beim britischen Botschafter Sir Robert Liston. Ein Jahr später traten sie eine Reise über die Provinzen des Balkans nach Wien an. Hier stellte ihm Joseph von Hammer–Purgstall den jungen Orientalisten Karl Bellino vor, den Rich als Privatsekretär und Dolmetscher der britischen Regierung, mit Hauptmannsrang einstellte. 1815 traten sie in Gesellschaft von Bellino über Italien, Griechenland, Konstantinopel und Kleinasien die Rückreise nach Bagdad an.

## Prominente Besucher in Bagdad
Auf seiner Reise nach Indien besuchte 1816 auch James Silk Buckingham Bagdad. In seinem Buch „Travels in Mesopotamia“, London 1827, hat er einige Siegel beschrieben, die Rich gesammelt hatte.
Am 14. Oktober 1818 erhielt Rich den Besuch von seinem Landsmannes Robert Ker Porter, einem Reisenden und Maler. Dieser hatte Persepolis besucht und einige Inschriften kopiert. So war es selbstverständlich, dass sie Richs Untersuchungen in Babylon und sein Buch diskutierten. Ker Porter wollte diese Stätte ebenfalls besuchen und Rich gab ihm seinen Sekretär, Karl (Charles) Bellino, als Reiseführer mit. Er malte die Ruinen von Babylon und auch von Borsippa (die man damals als „Turm von Babel“ ansah). 1822 gab Ker Porter ein Buch mit vielen Zeichnungen und Keilschrift-Texten (auch mit Abschriften von Karl Bellino) unter dem Titel „Travels in Georgia, Persia, Armenia, Ancient Babylonia“ heraus.
Ker Porter schließt sein Buch mit einer Widmung an Rich: „Ein Mann, dessen brillanter Geist und sofortiges Wohlwollen den Weg aller Reisenden erleuchtete und ebnete, die in seinen Einflussbereich kamen, während er die täglichen Aufgaben eines diplomatischen Dienstes gewissenhaft erfüllte, die voll seiner allgemeinen Menschenfreundlichkeit entsprachen.“

## In Ninive
Rich war zwischen 1808 und 1820 viermal in Mosul. Bereits auf der ersten Durchreise 1808 hatte er Skizzen von den gegenüber liegenden ungewöhnlichen Hügeln angefertigt.
Er besuchte dort alle großen Ruinenhügel und zeichnete sie, von denen er glaubte, dass sie das alte Ninive sein könnten.
Den ersten Hügel, den er besuchte, nannten die Bewohner „Neby Yunus“, weil man glaubte, dass sich dort das Grab es Propheten Jonas befindet. Rich verfügte neben seinen Sprachkenntnissen über die besondere Gabe, sich mit den Einheimischen zu unterhalten. Hier erfuhr er, dass sogar ein flüchtiges Graben mit einem Spaten bereits Fragmente mit Inschriften bloßlegte, die ihm auch die Dorfbewohner zeigten. Sie waren in Keilschrift verfasst, die Rich nicht lesen konnte. Er stellte jedoch fest, dass die Inschriften mit denen, die er in Babylon gefunden hatte, identisch waren. Man zeigte ihm auch unterirdische Räume und Korridore in der Nähe des Grabes.
Rich überzeugte die Einheimischen davon, dass er an ihren Funden interessiert sei und beauftragte einen „Kuriositäten-Jäger“, Belli Samaan, mit dem Ankauf interessanter Stücke.
Danach untersuchte Rich den Hügel von Kuyunjik, von dem er eine ausführliche Beschreibung mit Plan erstellte. Von den Einheimischen erfuhr er, dass die meisten Inschriften in Neby Yunis zu finden seien. In Kuyunschik erhielt er einige Fragmente von beschriebenen Tontafeln und Ziegelsteinen.

### Maßangaben von Ninive
Rich führte die erste systematische Untersuchung der Ruinen durch. Nach seinen Angaben
- ist das Gelände von Ninive bis zu 2 Meilen breit und 4 Meilen lang. An den Nord-, Süd- und Westseiten sind Überreste von nur einer Mauer, jedoch an der Ostseite gibt es Überreste von drei Mauern.
- Die höchste Erhebung von Nabi Yunis ist ungefähr 50 Fuß und vor diesem Hügel lief die West-Mauer. Der Hügel von Kujundschik hat eine unregelmäßige Form, seine Seiten sind sehr steil und die Oberfläche beinahe flach. Seine senkrechte Höhe beträgt 43 Fuß und der Gesamtumfang 7.691 Fuß.

Bis zu der topografischen Vermessung von Felix Jones im Jahre 1852 sollten diese Maßangaben von Rich die einzigen bleiben.
Durch die Dokumentierung seiner Reise in seinem Buch „Narrative of a Residence in Kurdistan and on the Site of Ancient Niniveh“ lieferte er sowohl die erste geologische als auch eine archäologische Beschreibung dieser Gegend mit sehr wertvollen Informationen. Dieses Buch wurde später die „Bibel“ für Austen Henry Layard. Hierdurch wurde nicht nur der Wunsch nach Ausgrabungen gelegt, sondern Layard übernahm auch die Art und Weise mit den Bewohnern an den verschiedenen Orten seiner Reisen zu reden und ihnen zuzuhören, um von ihren Sitten und Gebräuchen zu erfahren.

### Der Bellino-Zylinder von Senneharib aus Ninive
Der größte Schatz, den er aus Nabi Yunis erhielt, war ein hohles Tonfässchen (Zylinder). In einem Brief an Joseph von Hammer-Purgstall in Wien vom 5. April 1819 berichtete Rich aus Bagdad über den Fund des Zylinders:
„I have made very curious discoveries among the ruins of Niniveh, where I have a person employed in collecting antiques. The most curious article I have as yet found is a small earthern vase, covered with cuneiform writing. I send you a copy of the inscription, which you entirely owe to the zeal and perseverance of Mr. Bellino, who copied all with admirable ease and correctness.“
Übersetzung:
„Ich habe sehr seltsame Entdeckungen in den Ruinen von Ninive gemacht, wo ich eine Person angestellt habe, Antiquitäten zu sammeln. Der seltsamste Gegenstand, den ich bisher gefunden habe, ist eine kleine Tonvase, die mit Keilschrift bedeckt ist. Ich sende Ihnen eine Kopie der Inschrift, die Sie ganz dem Eifer und Ausdauer von Herrn Bellino verdanken, der sie mit bewundernswerter Leichtigkeit und Korrektheit kopiert hat.“
Der Zylinder aus gebranntem Ton in leicht konkaver Form wurde nach Karl Bellino benannt, der die Inschrift kopierte. Er stammt aus dem Nachlass von Claudius James Rich. Die Sammlung wurde 1825 vom Britischen Museum von seiner Witwe Mary käuflich erworben.
Länge: 25,4 cm, Breite: 12,06 cm (maximum), Breite: 8 cm (an jedem Ende), Loch an einem Ende mit einem Durchmesser: 1,4 cm
64 Zeilen in akkadischer Keilschrift, enthalten den Bericht des Königs Sanherib (705/704 – 681 v. u. Z.) von Ninive (Assyrien).
Georg Friedrich Grotefend erhielt von Bellino am 22. Mai und im Juli 1818 die Kopien von Inschriften, welche dieser in Göttingen 1848 veröffentlichte. Erst durch die Entzifferung durch Georg Friedrich Grotefend wurde bekannt, dass es sich hierbei um einen Bericht von König Sanherib (705–681 v. Chr.) über die ersten beiden Jahre seiner Bautätigkeiten in Ninive handelt. Auch William Fox Talbot bestätigte in seiner Übersetzung des Zylinders, dass die Abschrift von Bellino äußerst korrekt war.

## Die Reise nach Kurdistan
1820 zwang Rich sein schlechter Gesundheitszustand wieder zu einer Luftveränderung, so dass er eine Reise durch die Berge von Kurdistan antrat. Er reiste nach Sulaimaniyya, weiter östlich nach Sinna und westlich von Ninive und dann auf einem Floß den Tigris abwärts nach Bagdad. Auf dieser Reise mit dem Floß hat er alle markanten Punkte an den Ufern dokumentiert.

### Der Tod von Bellino
Bellino verließ Rich in Sina, von wo aus dieser auf einem Umweg nach Salimania ging, während Bellino nach Hamadan reiste, wo er Inschriften kopieren wollte. Dort bekam er ein bösartiges Gallenfieber, das ihn zur Rückkehr nach Sulaimaniyya zwang. In Richs Begleitung befand sich Mr. Bell, der Arzt der Residenzschaft, der eine Besserung seines Zustands erreichte, so dass Bellino sich nach einiger Zeit in der Lage fühlte, die Reise nach Mosul anzutreten, wo die Luft zu dieser Jahreszeit sehr gut war. Er machte die Reise zum Teil in der Sänfte von Richs Frau, teils auch in einer gedeckten Sänfte und schien auf dem Weg der Genesung. Jedoch nach kurzer Zeit in Mosul, fing er an, den Mut zu verlieren und eine weitere Diarrhö schwächte ihn beträchtlich. Rich besuchte ihn täglich und seine Frau umsorgte ihn und ging mit ihm spazieren. Auch Mr. Bell verließ ihn weder bei Tag noch bei Nacht einen Augenblick. Bellino erlitt jedoch einen Rückfall und starb am 13. November.
Rich sorgte für die Beisetzung auf dem katholischen Friedhof in Mosul und ließ einen Grabstein errichten. Bellino hatte fünf Jahre für Rich gearbeitet und entsprechend groß war die Trauer über sein Ableben. Über Freiherr von Hammer-Purgstall in Wien richtete Rich einen Beileidsbrief an Bellinos Eltern (siehe hierzu Karl Bellino).

## Die Reise nach Shiraz in Persien

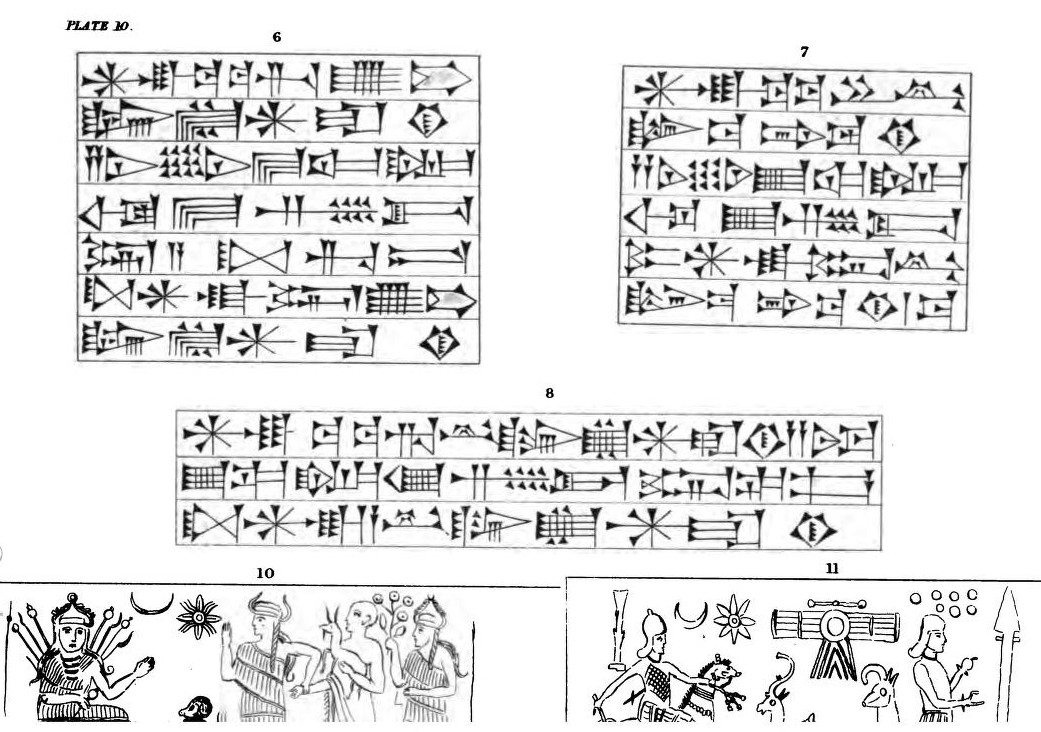
Inschriften und Abbildungen in Persepolis – Zeichnung Rich 1821

Aufgrund eines Angriffs auf die Residenzschaft im Frühjahr 1821, den er nur mit Waffengewalt abwehren konnte, und der drohenden Konfrontation mit dem Gouverneur der Provinz Bagdad, Dawud Pasha, sah sich Rich gezwungen, die Residenzschaft vorübergehend zu schließen und so reiste er mit dem Kelek am 11. Mai nach Basra, wo er am 19. Mai 1821 ankam. Er informierte den britischen Botschafter in Konstantinopel und die Regierung in Bombay über den Zwischenfall.
Inzwischen war Rich für eine wichtige Stelle im Büro des Gouverneurs Mountstuart Elphinstone in Bombay ernannt worden und wartete nun auf weitere Anweisungen seiner Company.
Seine Frau Mary litt unter Fieberanfällen und ihr wurde eine Schiffsreise empfohlen, da man von der Seeluft eine Besserung erhoffte. So reiste sie mit dem Schiff von Buschehr am Persischen Golf voraus nach Bombay.
Die Hitze in Buschehr wurde unerträglich, so dass Rich am 24. Juli nach Shiraz aufbrach. Er reiste über Persepolis, das er unbedingt noch sehen wollte. Als er am 22. August ankam, fügte er seinen Namen als Graffito dem „Tor aller Nationen“ hinzu. Er machte kleine Grabungen und fertigte Kopien von Inschriften an.
Ca. 40 km nördlich von Persepolis befindet sich die Ruinenstadt Pasargadae. Das wichtigste Denkmal hier ist das Grab von Kyros dem Großen. Die Ruinen waren zum großen Teil immer sichtbar geblieben, teilweise lagen sie aber auch unter Schutt und Sand verborgen. Manche waren jahrhundertelang Regen, Wind und Sonne ausgesetzt und haben dadurch stark gelitten. Zur Zeit von Richs Besuch müssten noch 40 Säulen ganz oder in Teilen aufrecht gestanden haben.
Nun war es nicht mehr weit bis Shiraz. Dort war eine Choleraepidemie ausgebrochen. Statt umgehend abzureisen, hoffte Rich, mit der Autorität seines Amtes im Rücken, die medizinische Versorgung beschleunigen zu können. Leider steckte er sich an und erlag dieser Krankheit am 5. Oktober 1821. Er wurde in der armenischen Kirche von Dschulfa in Isfahan beigesetzt.

## Die Sammlung Rich
Die Sammlung Rich verkaufte seine Witwe Mary 1815 an das Britische Museum für £7,500. Dafür erteilte das Parlament eine besondere Bewilligung. Neben vielen Siegeln hatte Rich auch Ziegel und Münzen gesammelt.
Sein Ölporträt von Thomas Phillips wurde von dem Museum an die British Library gegeben, wo sich auch seine Tagebücher und Papiere befinden.
Rich hatte eine bedeutende Sammlung von arabischen, persischen, türkischen, armenischen, griechischen und „carshuni“ Manuskripten, die sich ebenfalls dort befinden. Unter den türkischen Manuskripten sind einige in Chaghatay verfasst, der klassischen Literatensprache der Osttürkei.

## Schriften
Das einzige von Rich geschriebene Buch:
- Narrative of a Journey to the Site of Babylon. Longman, Hurst, Rees, Orme, and Brown u. a., London 1818.

Die anderen Bücher wurden posthum herausgegeben:
1. von seiner Frau Mary auf der Grundlage seiner Tagebücher und Briefe
  - Narrative of a Residence in Koordistan and on the Site of ancient Niniveh. With Journal of a Voyage down the Tigris to Bagdad and an Account of a Visit to Shirauz and Persepolis. Duncan, London 1836 Volltext.
  - Narrative of a Journey to the site of Babylon in 1811, [...] Memoir on the Ruins [...] Remarks on the Topography of ancient Babylon, by Major Rennell. In Reference to the memoir: Second Memoir on the Ruins. In reference to Major Rennell's remarks: With Narrative of a Journey to Persepolis. Now first printed, with hitherto unpublished Cuneiform Inscriptions copied at Persepolis. By the late Claudius James Rich, Esq, formerly the resident of the Hon East India Company at Bagdad. Duncan and Malcolm, London 1839 Volltext.
2. Von seiner Ur-Großnichte:
  - Constance M. Alexander: Baghdad in Bygone Days. From the journals and correspondence of Claudius Rich, Traveller, Artist, Linguist, Antiquary and British Resident at Baghdad, 1808–1821. John Murray, London 1928.